# Modulació de fase
Tipus de modulació que es caracteritza pel fet que la fase de l'ona portadora varia directament d'acord amb el senyal modulant, resultant un senyal de modulació en fase.
S'obté variant la fase d'un senyal portador d'amplitud constant, en forma directament proporcional a l'amplitud del senyal modulant. La modulació de fase no sol ser molt utilitzada perquè calen equips de recepció més complexos que els de freqüència modulada. També pot presentar problemes d'ambigüitat per determinar per exemple si un senyal té una fase de 0° o 180°.

## Definició matemàtica
L'equació d'un senyal modulat en PM és la següent:
{\displaystyle y(t)=A_{p}\cdot \cos[f_{c}+f_{i}(t)]}
On:
- {\displaystyle Y(t)}  = Senyal modulat
- {\displaystyle A_{p}}  = Amplitud de la portadora
- {\displaystyle F_{i}(t)}  = {\displaystyle f_{i}(t)=N_{p}X(t)}
- {\displaystyle N_{p}}  = Índex de modulació de fase

## Modulació de fase PSK (digital)
La modulació PSK es caracteritza pel fet que la fase del senyal portador representa cada símbol d'informació del senyal modulador, amb un valor angular que el modulador tria entre un conjunt discret de "n" valors possibles.
La modulació PSK també s'anomena Modulació per desplaçament de fase a causa dels salts bruscos que el modulador digital provoca en els corresponents paràmetres del portador.
Un modulador PSK representa directament la informació mitjançant el valor absolut de la fase del senyal modulat, valor que el demodulador s'obté en comparar la fase d'aquest amb la fase de la portadora sense modular.